# Mosquiter de les Canàries
El mosquiter de les Canàries o mosquiter canari (Phylloscopus canariensis) és una espècie d'ocell de la família dels fil·loscòpids (Phylloscopidae). És endèmic de les illes Canàries. El seu estat de conservació es considera de risc mínim.